# ارنست روسکا
ارنست آگوست فریدریش روسکا (به آلمانی: Ernst August Friedrich Ruska) ‏(۲۵ دسامبر ۱۹۰۶–۲۷ مه ۱۹۸۸) یک فیزیک‌دان آلمانی بود که در سال1981 برای ساختن میکروسکوپ الکترونی موفق به دریافت جایزه نوبل فیزیک شد.
روسکا در هایدلبرگ به دنیا آمد. او از ۱۹۲۵ تا ۱۹۲۷ در دانشگاه فنی مونیخ مشغول به تحصیل شد و پس از آن وارد دانشگاه فنی برلین شد. او در سال ۱۹۳۱، نشان داد که یک سیم پیچ مغناطیسی می‌تواند به عنوان یک لنز الکترونی عمل می‌کنند.